# Judaïsme hellénistique
 (décembre 2020).

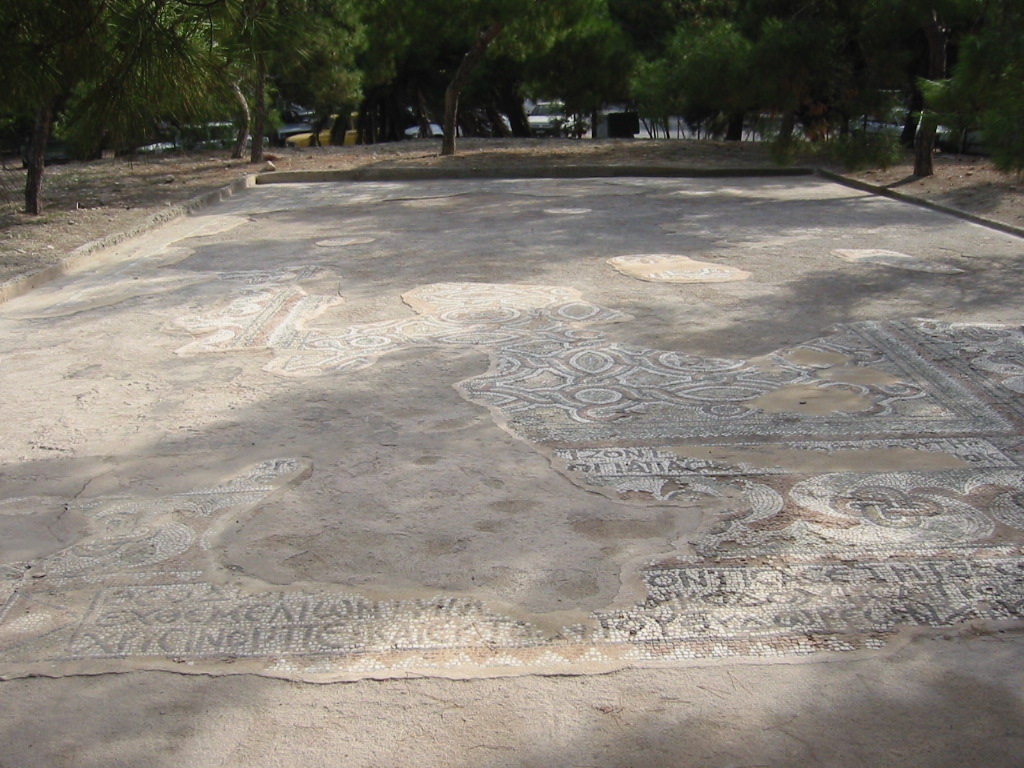
Mosaïque de la synagogue d'Égine en Grèce, 300 avant notre ère.

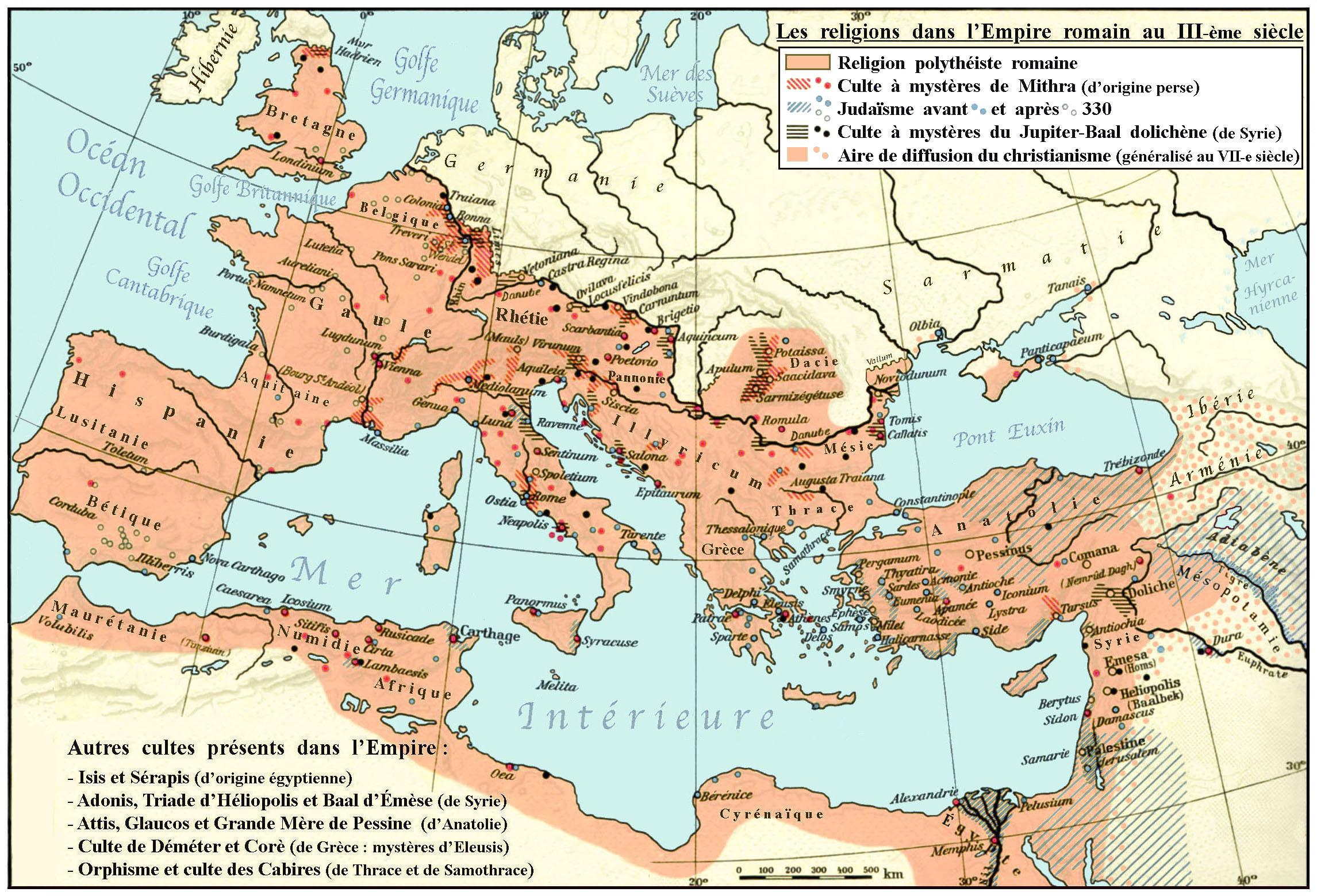
La diversité religieuse dans l'empire romain durant l'antiquité tardive, avec les cultes à mystères et, en bleu, le judaïsme (alors essentiellement hellénistique).

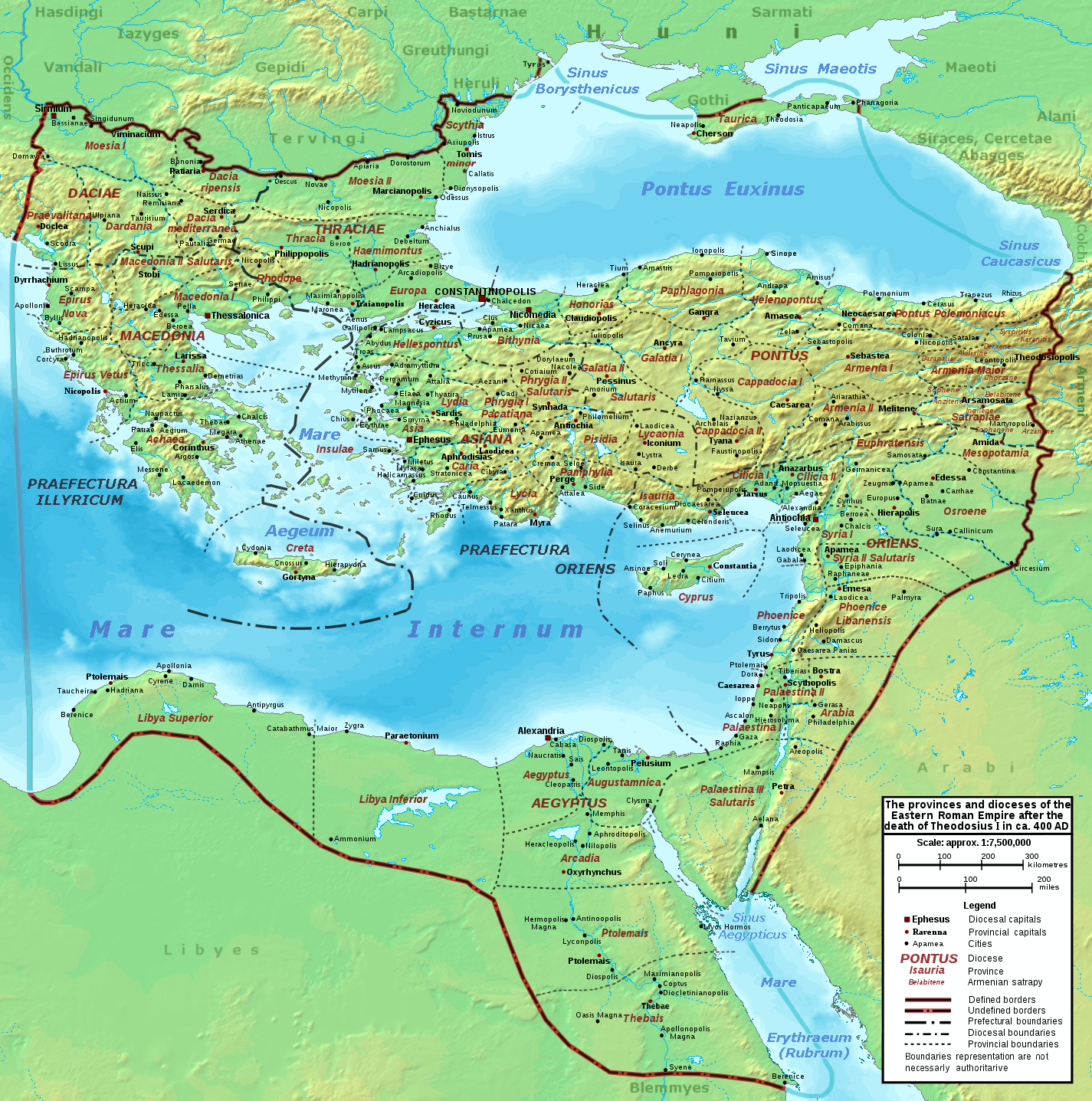
L'Empire romain d'Orient en l'an 400.

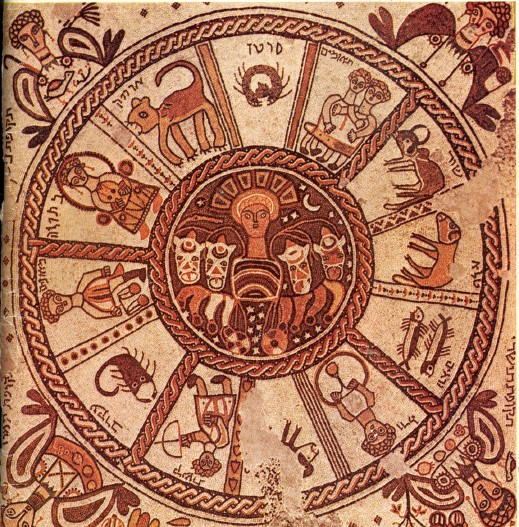
Mosaïque du VIe siècle de la synagogue de Beth Alpha représentant les signes du zodiaque, au pied du Mont Guilboa en Israël.

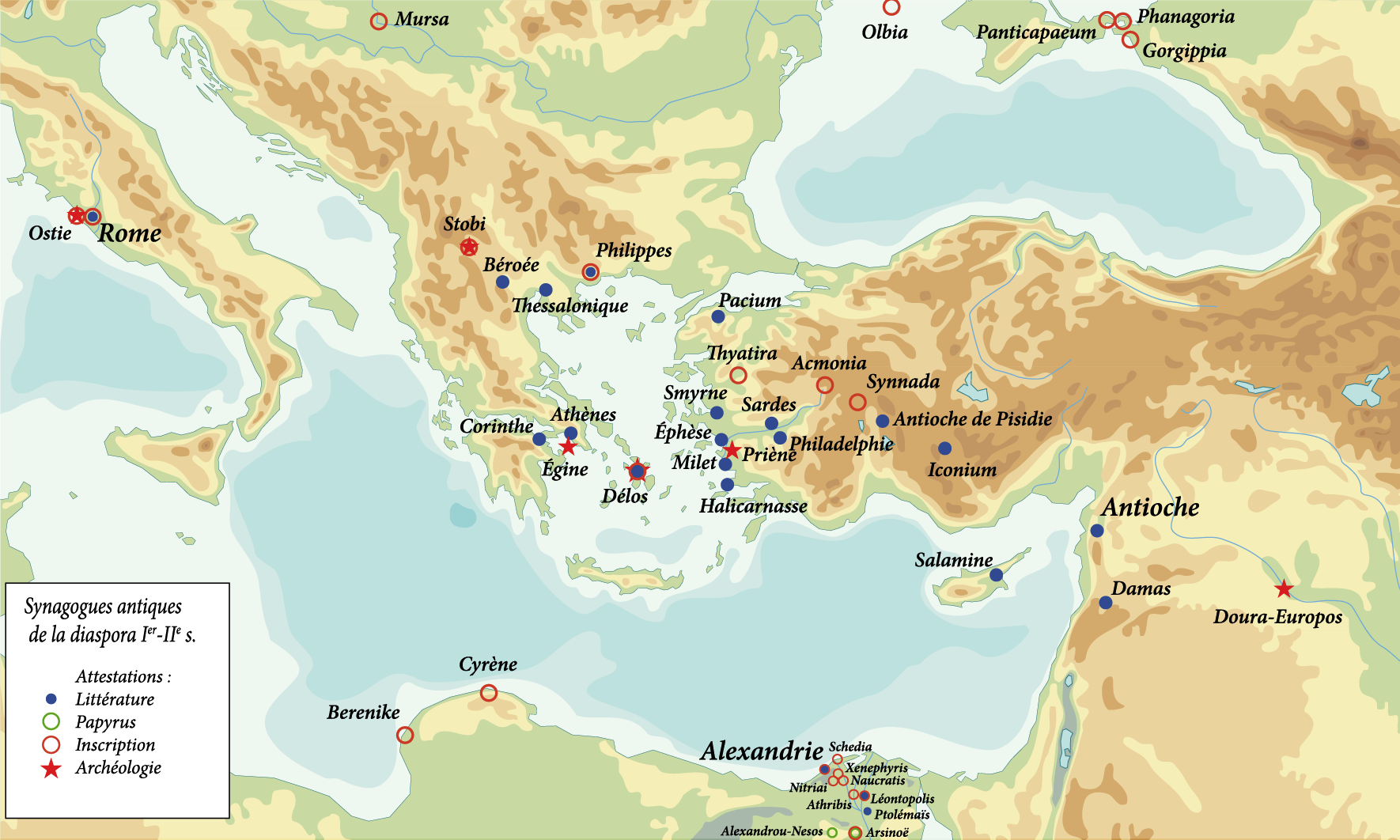
Synagogues et centres du judaïsme hellénistique dans l'Empire romain d'Orient.

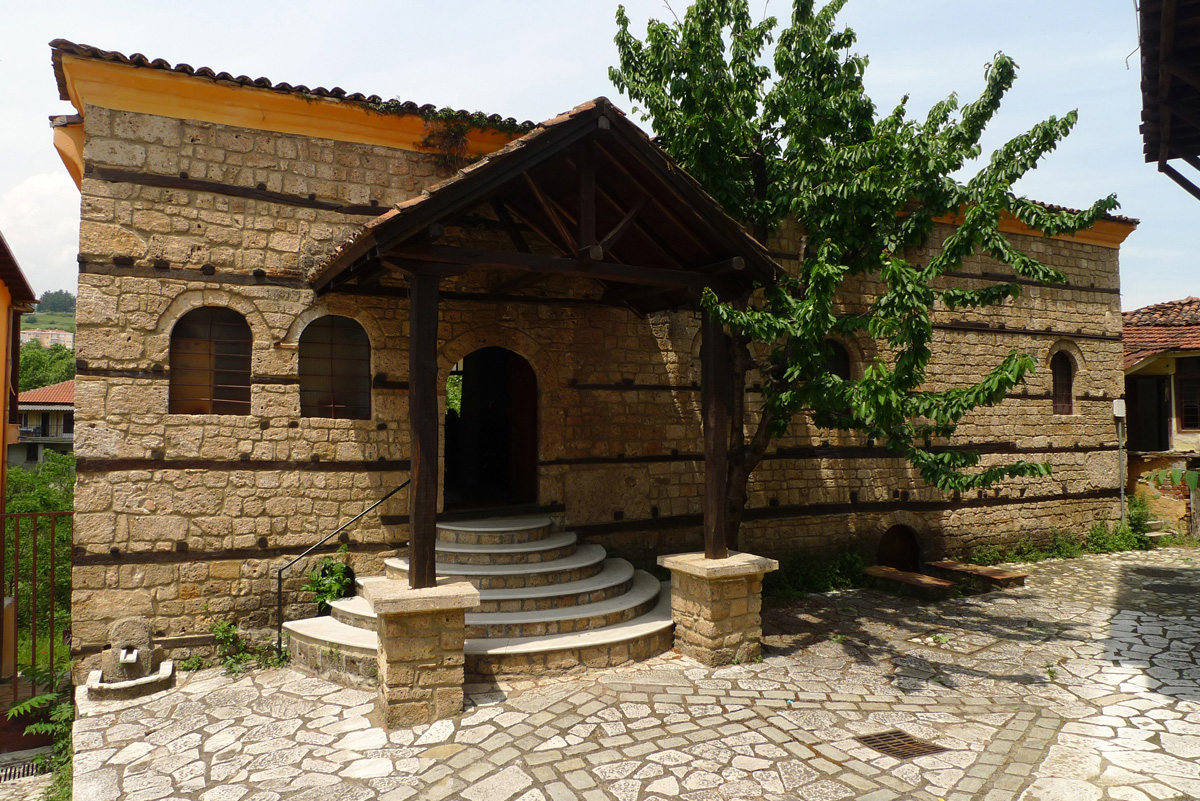
La synagogue de Bérée en Grèce.

Le judaïsme hellénistique est né de la rencontre entre la tradition religieuse hébraïque et la culture de l'époque hellénistique, que l’on fait remonter en général aux conquêtes d’Alexandre le Grand. Ce judaïsme est à l’origine de la communauté, aujourd’hui presque disparue, des Romaniotes ; il a intégré le mouvement du judaïsme synagogal dans l’Antiquité.

## Histoire
D'après Claude Orrieux et Édouard Will, les Israélites, vivant sur les terres de passage du Croissant fertile telles que la Syrie et la Palestine, furent à plusieurs reprises vaincus et déportés : leur exil à Babylone, de 587 à 538 avant l’ère chrétienne, montra que le judaïsme continua son existence indépendamment de la terre d'Israël et du sanctuaire de Jérusalem.

### Antiquité
L’édit de Cyrus le Grand (538 avant notre ère) permit aux Israélites de revenir en Judée, mais tous ne le firent pas et c’est ainsi que naquit le judaïsme de la diaspora (« dispersion »). Après près de deux siècles sous les Lagides sans heurts majeurs, la domination des Séleucides voit naître des conflits entre les Juifs qui cherchaient à recouvrer leur autonomie territoriale en Palestine, et les souverains hellénistiques qui, de leur côté, ne cessaient de taxer et parfois même, selon les livres des Macchabées, de persécuter les Juifs.
Particulièrement florissant dans l’Égypte des Ptolémées, et probablement majoritaire dans le reste de la diaspora juive, notamment au proche-Orient et en Anatolie, le judaïsme de l’époque hellénistique, de langues hébraïque, araméenne, grecque ou judéo-grecque, rencontre un accueil plus mitigé en Judée même. La révolte des Maccabées contre Antiochos IV des Séleucides est officiellement commémorée, lors de la fête de Hanoucca, comme une victoire spirituelle du judaïsme sur l’hellénisme, bien que les rois hasmonéens se soient eux-mêmes ultérieurement inspirés des principes grecs d’administration de la cité. Les Hasmonéens gouvernent leur royaume comme des princes grecs, allant jusqu’à prendre le titre de basileus (« roi »).
Depuis le IIIe siècle avant notre ère, la diaspora juive s’était considérablement développée en Égypte, tant démographiquement qu’économiquement et culturellement : Alexandrie dans le delta du Nil en devint l’un des centres les plus importants. Les Juifs y aspiraient à obtenir les mêmes droits civils que les Grecs et à participer aux privilèges urbains. Ils n’y réussirent pas complètement, mais jouirent néanmoins d’un statut juridique privilégié de religio licita, avec une certaine autonomie pour leur communauté : un statut plus avantageux que celui des autochtones égyptiens. Ils s’attirèrent ainsi la jalousie de la population rurale égyptienne, en grande partie privée de ses droits : un phénomène aussi récurrent dans l’histoire du peuple juif, que les épisodes de persécution et d’expulsion. La communauté juive considérait toujours Jérusalem et son Temple comme le centre de sa religion et y envoyait l’impôt du Temple, à la grande colère des autorités et des populations locales.
Dans le même temps, le judaïsme avait à se défendre contre l’accusation intellectuelle d’être une « superstition » et une « religion de nomades ». Au début du Ier siècle, en réponse à cette accusation, un intermédiaire important entre la loi juive et la pensée grecque fut Philon d'Alexandrie, après des précurseurs comme Aristobule et le pseudo-Aristée. Il présentait le judaïsme comme une religion ancienne et respectable qui, par son monothéisme, s’accordait mieux que la religion grecque antique à la philosophie de Platon ou d’Aristote. Comme il était parfois difficile de faire admettre aux Grecs les lois religieuses juives, Philon essaya de les représenter comme des modèles de morale et de vertu, notions que les Grecs connaissaient et appréciaient. C’est pourquoi Philon parlait en quelque manière d’une « circoncision du cœur », qui retranchait les vices et les mauvais instincts au profit de la maîtrise de soi et de l’éthique.
Un autre auteur important à la fin de ce siècle fut Yossef ben Matityahou (« Joseph fils de Mathieu »), chef de guerre et historien, connu plus tard sous le nom de Flavius Josèphe. Pour lui aussi, le but était de défendre le judaïsme contre les préjugés et de le représenter comme une religion vertueuse. L’esprit dans lequel il écrivit son histoire du judaïsme, des origines jusqu’à son temps, était celui d’une pensée hellénistique éclairée.
Par ailleurs, divers écrits nous sont parvenus qui présentent un caractère éthique et moral (par exemple les Oracles sibyllins ou le poème de maximes du Pseudo-Phocylide) ou encore des textes qui semblent également spéculatifs ou apocalyptiques (parfois ces deux caractères sont mélangés). Il faut constater que l’hellénisation du judaïsme n’a pas été sans rencontrer de résistance : de nombreux auteurs juifs tenaient ces compromis avec l’esprit du siècle comme une véritable apostasie de la vraie foi, et comptaient que le Dieu unique viendrait juger son peuple.
Parmi ses contemporains non juifs, le judaïsme hellénistique comptait des adversaires, mais aussi un grand nombre de sympathisants (on les appelait des « Craignant-Dieu »), voire de convertis (les prosélytes), jusque dans les milieux aisés et cultivés. La conversion était plus facile pour les femmes que pour les hommes adultes, qui répugnaient à la circoncision et en restaient au statut de « Craignant-Dieu ».
Dans le foisonnement judaïque de l’époque (esséniens, pharisiens, sadducéens, zélotes), la prédication de Jésus de Nazareth, considéré comme le messie par ses disciples, a donné naissance au christianisme. Selon les Actes des Apôtres, les missionnaires chrétiens comme Paul évangélisaient surtout dans les cercles de « Craignant-Dieu » et de prosélytes. Le renoncement à la circoncision a été certainement un facteur de succès de sa prédication.

### Après l'année 70
Après le siège de Jérusalem de l’an 70 et surtout après la révolte de Bar Kokhba, le judaïsme hellénistique connaît un lent déclin dont le processus reste méconnu, mais l’essor du christianisme ancien a probablement contribué à sa marginalisation, de même que l’abandon par le judaïsme rabbinique de ses branches hellénistiques, l’interdiction de la Septante et le recentrage sur les sources hébraïques et araméennes. C’est pour cela que pratiquement tous les écrits anciens du judaïsme hellénistique nous sont parvenus par des manuscrits et des codex chrétiens.
Tout en devenant progressivement minoritaire, le judaïsme hellénistique perdure néanmoins dans tout l’Empire romain d'Orient, dit (depuis le XVIe siècle) « byzantin », dans les communautés romaniotes qui y prospèrent de l’Italie du sud à l’Égypte, et essaiment dans le sillage de Bélisaire, jusqu’en Espagne et en Septimanie (à Narbonne), et, au XIe siècle, plus au nord à Mayence. Les Romaniotes, qui suivaient alors le Talmud de Jérusalem, diffusent ainsi leur culture et leur art au sein des nouvelles communautés d’Occident, ashkénazes (c'est-à-dire « allemandes »), sarfaties (c’est-à-dire « françaises ») et séfarades (c’est-à-dire « espagnoles »).
La conquête musulmane de tout le Proche-Orient y a probablement amené un déclin irréversible du judaïsme hellénistique, seul le rabbinique, qui suit désormais le Talmud de Babylone, continuant son existence chez les juifs de culture arabe, qui ont le statut de dhimmis (« protégés ») au même titre que les chrétiens orientaux. Lorsque les croisés, en 1099, entrent dans Jérusalem, ils y massacrent indistinctement, malgré leurs promesses de clémence, les habitants tant musulmans que juifs et chrétiens. S’il restait alors au Proche-Orient des juifs hellénistiques hors de l’Empire byzantin, cet épisode marqua leur fin.
Dans l’Empire ottoman, qui, au XIVe siècle, se substitua à l’Empire byzantin dans les Balkans et au Proche-Orient, les Romaniotes, eux aussi, deviennent de plus en plus rabbiniques, ne gardant de l’hellénisme que la langue yévanique. Après l’expulsion des Séfarades d’Espagne, dont un grand nombre se réfugia dans l’Empire ottoman, les Romaniotes y furent progressivement assimilés par ces derniers, passant au Talmud de Babylone, au ladino comme langue liturgique, et au judéo-espagnol comme langue laïque.

### XXesiècle
Au XXe siècle, c’est en Grèce que subsistait la majorité des Romaniotes, mais l’occupation de ce pays par les puissances de l’Axe se traduisit par le génocide de 86 % d’entre eux. Peu nombreux, les survivants ont pour la plupart émigré après la guerre civile grecque (1945-1949) et la création de l’État d'Israël (1948) vers les pays anglophones ou Israël. Au XXIe siècle, le judaïsme hellénistique est surtout un souvenir, historiquement le plus oublié des judaïsmes.

## Production littéraire
De nombreuses œuvres témoignent d’une intense activité intellectuelle :
- les premières traductions de la Bible hébraïque, dont la Septante, la plus célèbre, et celles d'Aquila de Sinope, de Théodotion et de Symmaque ;
- les livres du futur Ancien Testament qui ne seront pas acceptés dans le Tanakh : littérature deutérocanonique, dont les deux premiers Livres des Maccabées ;
- les livres intertestamentaires, dont Jubilés, Livre d'Hénoch, Lettre d'Aristée, Oracles sibyllins, Apocryphes bibliques, Manuscrits de la mer Morte ;
- les premières tentatives d'intégrer la philosophie au judaïsme, dont le plus brillant représentant est Philon d'Alexandrie ;
- les chroniques de Flavius Josèphe.

La datation de ces œuvres, tout comme celle des Évangiles canoniques, est incertaine et controversée. On ne peut que constater, par exemple, que Flavius Josèphe paraphrase le Premier Livre des Maccabées et La Lettre d'Aristée, leur donne valeur historique et leur est donc postérieur.
Le judaïsme hellénistique a créé des synagogues où l’influence grecque est notable comme celle de Hammath près de Tibériade (IVe siècle) ou celle de Beth Alpha (VIe siècle) où l’on peut voir des mosaïques représentant le zodiaque et le dieu du soleil Hélios.